# Serravalle (San Marino)
Serravalle là một castello nước cộng hòa của San Marino. Với dân số 9.394 người và diện tích 10,53 ² km, không chỉ các thành phố đông dân cư nhất ở San Marino, mà còn chứa thành phố lớn nhất (Dogana). Serravalle nằm ở rìa của dãy núi Apennines.

## Địa lý
Thành phố giáp với Domagnano và Borgo Maggiore và các đô thị Ý Verucchio, Rimini và Coriano. Serravalle có một khu vực Galazzano, nơi trạm thời tiết và khu công nghiệp tọa lạc.

## Lịch sử
Khu vực này đã được đề cập lần đầu trong một tài liệu 962, trong thời Trung Cổ, thị trấn này được gọi là Castrum Olnani (sau khi được đặt tên Olnano), ngôi làng của những cây cây du. Serravalle gắn liền với San Marino năm 1463, trong việc mở rộng lãnh thổ cuối cùng của Cộng hòa. Hiện tên của nó có nguồn gốc từ Ý từ serra (dãy núi) và Valle (thung lũng).

## Giáo khu
Serravalle có 8 giáo khu: (curazie):
- Cà Ragni, Cinque Vie, Dogana, Falciano, Lesignano, Ponte Mellini, Rovereta, Valgiurata